# فريدريك بي روز
فريدريك بي روز (بالإنجليزية: Frederick P. Rose)‏ هو شخصية أعمال أمريكي، ولد في 1923، وتوفي في 1999 في ري في الولايات المتحدة.